# Zygfryd Kowalski
Zygfryd Ignacy Kowalski (ur. 1 czerwca 1910 w Koronowie, zm. 9 października 1995 w Pelplinie) – polski duchowny rzymskokatolicki, biskup pomocniczy chełmiński w latach 1962–1991, od 1991 biskup pomocniczy senior diecezji chełmińskiej.

## Życiorys
Święcenia kapłańskie przyjął w Pelplinie 17 grudnia 1932. Był kapelanem biskupa Stanisława Okoniewskiego, a następnie wikariuszem, prefektem i duszpasterzem akademickim w Toruniu. Kanonik kapituły katedralnej chełmińskiej 1950, proboszcz w Chełmży 1952, prepozyt kapituły kolegiackiej 1960 i profesor seminarium duchownego.
27 lutego 1962 mianowany biskupem pomocniczym diecezji chełmińskiej ze stolicą tytularną Assus. Sakrę biskupią otrzymał 29 czerwca 1962 z rąk kardynała Stefana Wyszyńskiego. Wikariusz generalny diecezji chełmińskiej. Uczestniczył w III i IV sesji soboru watykańskiego II. Wikariusz kapitulny diecezji w 1981 roku. Po osiągnięciu wieku emerytalnego 22 czerwca 1991 zrezygnował z urzędu.
Zmarł 9 października 1995 w Pelplinie i został pochowany w krypcie Rodziny Okoniewskich. 13 kwietnia 2012 trumna z jego szczątkami została przeniesiona do grobu na cmentarzu parafialnym. Obecne miejsce pochówku jest bardziej wyeksponowane i będzie też zauważalnie przypominało wiernym o modlitwie za ostatniego chełmińskiego biskupa pomocniczego.

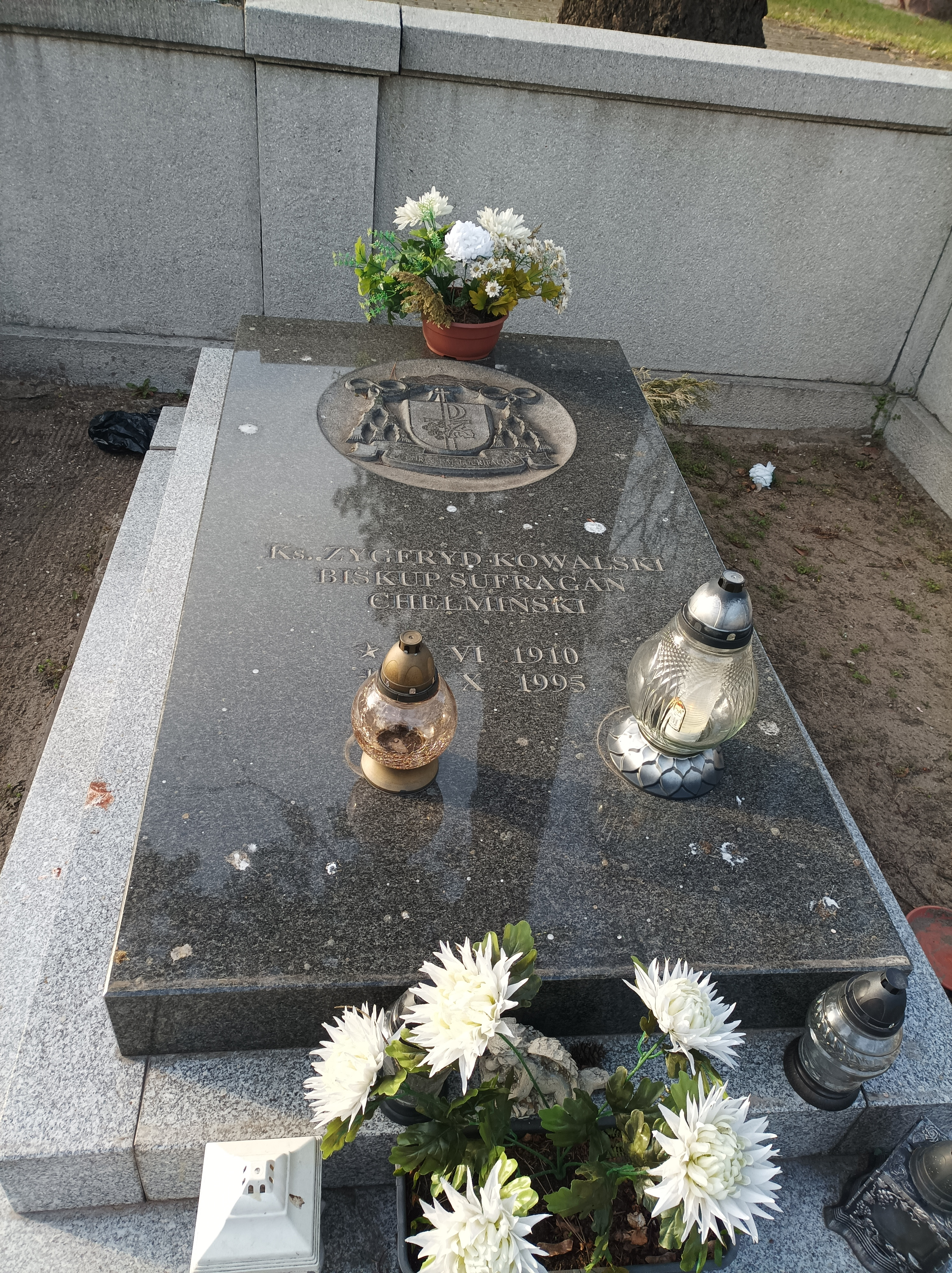
Grób bpa Zygfryda Kowalskiego w Pelplinie